# Cambarellus occidentalis
Cambarellus occidentalis е вид ракообразно от семейство Cambaridae. Видът не е застрашен от изчезване.

## Разпространение
Разпространен е в Мексико.